# Ivica Križanac
Ivica Križanac, född 13 april 1979 i Split, Jugoslavien, är en kroatisk före detta fotbollsspelare, som under sin karriär gjorde elva landskamper för Kroatiens landslag mellan 2008 och 2010.

## Klubbspel
Ivica Križanac spelade tidigare för Górnik Zabrze i Polen där han blev en av den polska ligans bästa spelare. Sedan han började i FC Zenit Sankt Petersburg har Ivica varit en viktig aktör. Križanac slutade i Zenit St.Petersburg i januari 2011, efter att ha spelat sex säsonger i klubben.

## Landslagsspel
Križanac gjorde sin internationella debut för Kroatien i en vänskapsmatch mot Slovenien den 20 augusti 2008 i Maribor. Han var regelbundet med i truppen under kvalet till fotbolls-VM 2010, och gjorde sex framträdanden under tävlingen. Hans sista internationella framträdande kom i en vänskapsmatch mot Belgien den 3 mars 2010. Efter att ha spelat 11 landskamper för Kroatien slutade han i landslaget i maj 2010.

## Landslag
- Kroatien 2008–2010